# ヴォルパーゴ・デル・モンテッロ
ヴォルパーゴ・デル・モンテッロ（伊: Volpago del Montello）は、イタリア共和国ヴェネト州トレヴィーゾ県にある、人口約10,000人の基礎自治体（コムーネ）。

## 地理

### 位置・広がり

#### 隣接コムーネ
隣接するコムーネは以下の通り。
- クロチェッタ・デル・モンテッロ
- ジャーヴェラ・デル・モンテッロ
- モンテベッルーナ
- モリアーゴ・デッラ・バッターリア
- パエーゼ
- ポンツァーノ・ヴェーネト
- ポヴェリアーノ
- セルナリーア・デッラ・バッターリア
- トレヴィニャーノ

### 気候分類・地震分類
気候分類では、zona E, 2436 GGに分類される。
また、イタリアの地震リスク階級 (it) では、zona 2 (sismicità media) に分類される。

## 行政

### 分離集落
ヴォルパーゴ・デル・モンテッロには、以下の分離集落（フラツィオーネ）がある。
- Santa Maria della Vittoria, Selva del Montello, Venegazzù

## 姉妹都市
- ブレー、ベルギー 1985年
- サルモー、スペイン 1994年